# غان حاييم
غان حاييم ((بالعبرية: גַּן חַיִּים)، حرف. حديقة حاييم) هو موشاف في وسط إسرائيل. يقع في سهل شارون قرب كفار سابا، ضمن اختصاص مجلس دروم هشارون الإقليمي. في 2006 بلغ عدد سكانها 705.
تأسس الموشاف في عام 1935، وقد سمي على اسم الناشط الصهيوني البارز، وأول رئيس لإسرائيل لاحقاً، حاييم وايزمان.

## روابط خارجية
- الموقع الرسمي (بالعبرية)